# Ковалёв, Федот Иванович
Федот Иванович Ковалёв (17 февраля 1907 — 1969) — командир орудийного расчёта 353-го отдельного истребительно-противотанкового дивизиона (276-я стрелковая дивизия, 1-я гвардейская армия, 4-й Украинский фронт), старшина.

## Биография
Родился 4 17 февраля 1907 года в станице Старокорсунская Динского района Краснодарского края. Работал на Колхидстрое в городе Поти Грузия.
В Красной Армии с 1929 по 1931 и с 1942 года. В боях Великой Отечественной войны с сентября 1942 года. Участвовал в оборонительных боях на моздок-малгобекского направления, изгнании противника с Северного Кавказа, в освобождении Кубани, освобождении Таманского полуострова, в Житомирско-Бердичевской, Проскуровско-Черновицкой и Львовско-Сандомирской операциях. Войну закончил в Пражской наступательной операции. Особо отличился во время боёв в Польше и Чехословакии.
16 октября 1944 года за мужество, проявленное в боях с врагом, старшина Ковалёв награждён орденом Славы 3-й степени. 5 февраля 1945 года старшина Ковалёв награждён орденом Славы 2-й степени.
19 января 1945 года из орудия прямой наводкой подбил штурмовое орудие врага, подавил три пулемётные точки. 12 марта 1945 года огнём с открытой позиции уничтожил два вражеских пулемёта с расчётами, нанёс врагу большой урон в живой силе и боевой технике. Благодаря огневой поддержке орудия старшины Ковалёва стрелковые подразделения в короткий срок заняли позиции врага.
Указом Президиума Верховного Совета СССР от 29 июня 1945 года за мужество, отвагу и героизм старшина Ковалёв Федот Иванович награждён орденом Славы 1-й степени.
В 1945 году демобилизован. Жил в городе Поти. Умер в 1969 году.